# Eider

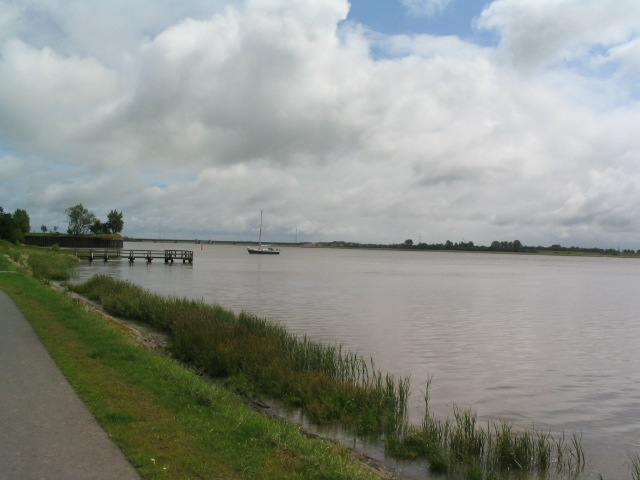
Eider nära Tönning.

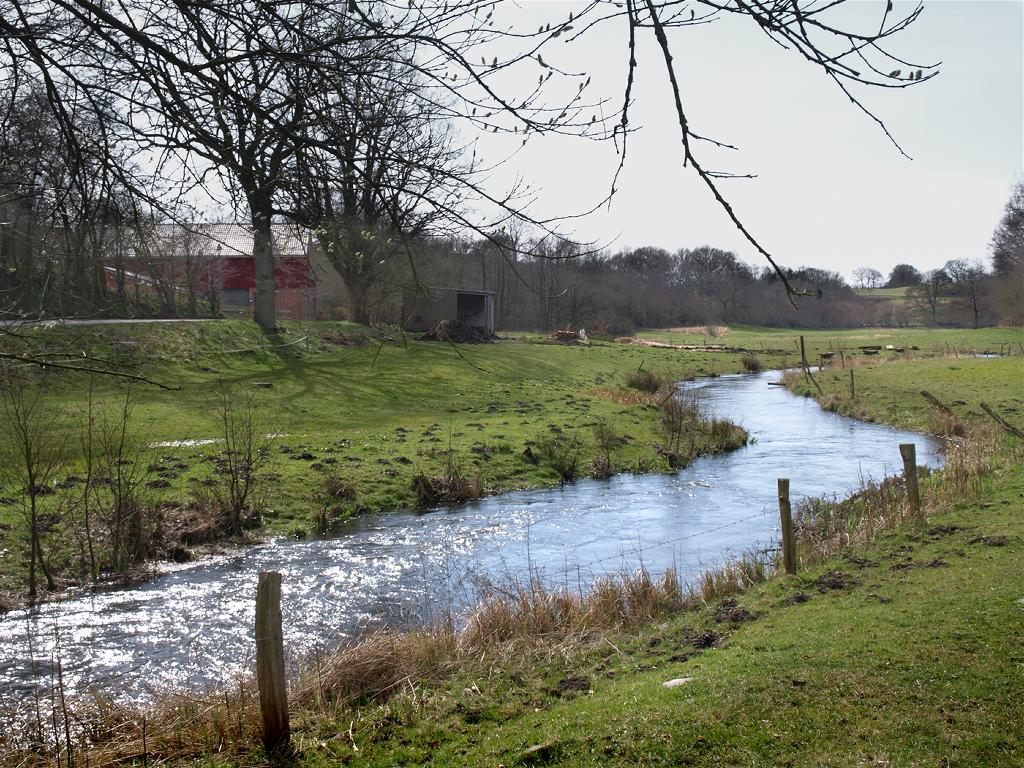
Eiders övre lopp, norr om Bordesholm.

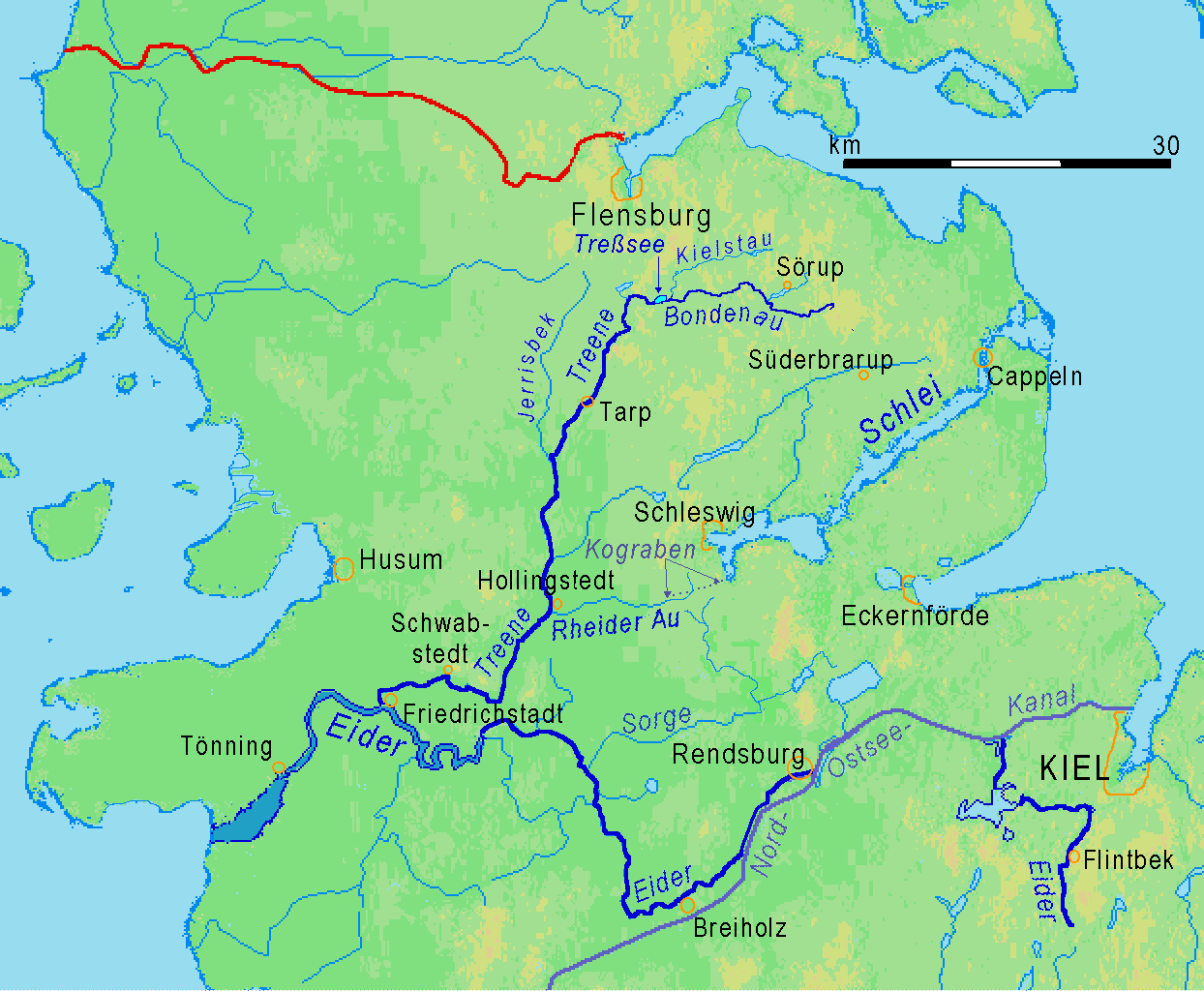
Karta över flodens sträckning.

Eider (danska: Ejderen) är en flod i norra Tyskland som mynnar i Nordsjön, cirka 30 kilometer norr om Elbes mynning. Floden är 188 kilometer lång. En del av Eider ingår i Kielkanalen, en förbindelse för fartyg och båtar mellan Östersjön och Nordsjön. Kielkanalen har en segelfri höjd på 40 meter och tillåter skepp med en bredd av 32,5 meter och 9,5 meters djupgående.
Eider bildar gräns mellan Schleswig och Holstein i förbundslandet Schleswig-Holstein. Från 1460 till 1864 tillhörde Schleswig Danmark och Holstein var i personalunion genom att den holsteinske hertigen var kung i Danmark (från och med Kristian I). Från 1867 en del av Preussen och efter andra världskriget en delstat 1947 i Förbundsrepubliken Tyskland från 1949. Floden fick ge namn åt Eiderprogrammet som från 1848 till Danmarks nederlag i Dansk-tyska kriget 1864 var en rörelse för att infoga Schleswig och dess majoritet av dansktalande i Danmark under slagordet ”Danmark til Ejderen” (alltså att det danska territoriet skulle nå fram till floden).